# Tipula youngi
Tipula youngi är en tvåvingeart som beskrevs av Alexander 1927. Tipula youngi ingår i släktet Tipula och familjen storharkrankar. Inga underarter finns listade i Catalogue of Life.